# Mecânico

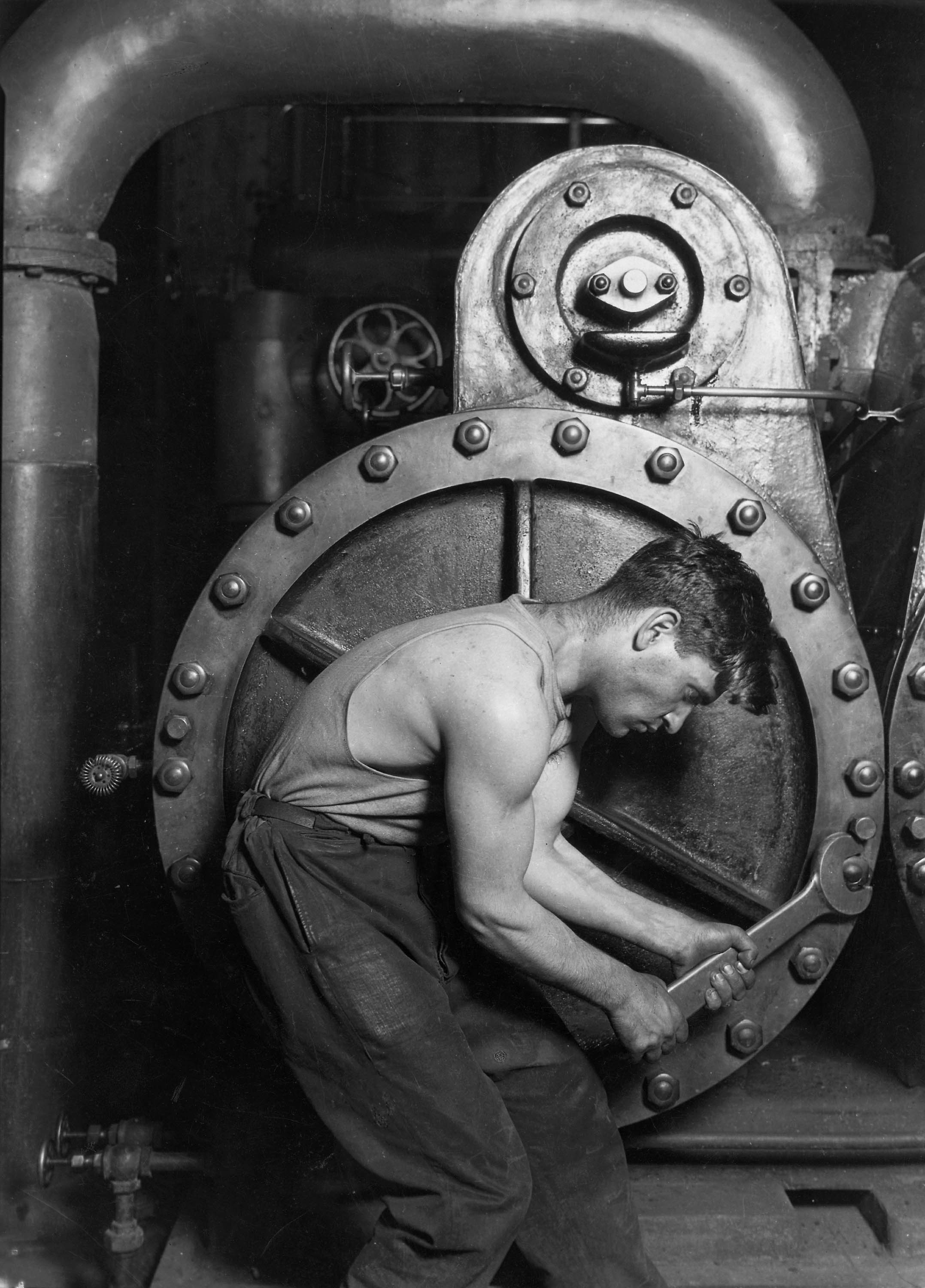
Mecânico de caldeiras

Mecânico é um profissional especializado na manutenção preventiva, na reparação e, ocasionalmente, na modificação de máquinas, motores e outros equipamentos mecânicos.

## Mecânica industrial
Mecânico industrial é o profissional mecânico especializado em manutenção de máquinas e outros implementos de fabricação, bem como operação e supervisão de processos. esse profissional é qualificado para realizar montagens realizar manutenção preventiva pneumáticos e hidráulicos, sistemas rotativos de alta velocidade, alinhamentos de sub conjuntos, balanceamentos, inspecionar todos os componentes de qualquer máquina e sistemas de manufatura, realiza lubrificações e modificações se necessário em qualquer natureza que lhe possa permitir realizar outras tarefas

## Mecânica de estruturas
Mecânico de estruturas é o profissional mecânico especializado em montagem e manutenção de estruturas fixas (galpões, pontes).

## Mecânica de automóveis
Mecânico de automóveis é um profissional especializado na manutenção de automóveis, especialmente dos seus motores e dos outros componentes mecânicos. Um mecânico de automóveis pode estar habilitado a trabalhar em todos os componentes de um veículo e em todos os tipos de veículos, ou pode especializar-se em alguns componentes, em alguns tipos de veículos ou, mesmo, em determinada marca de automóvel.
Ao reparar um automóvel, a sua principal responsabilidade é a de diagnosticar o problema com a maior rapidez e precisão possível. Frequentemente, terá que fazer cotações para o preço a pagar pela reparação, ainda antes de começar o trabalho de desmontagem para inspeção. Hoje em dia, os mecânicos usam tanto os meios físicos como os eletrónicos como forma de recolha de dados para o seu diagnóstico.
O trabalho dos mecânicos envolve tanto a reparação de componentes específicos de um automóvel, como a substituição dos mesmos.

## Mecânica pesada
Mecânico de mecânica pesada é o profissional mecânico especializado em manutenção de material agrícola, minerador ou rodante pesado: tratores e similares.

## Mecânica de usinas
Mecânico de usinas é o profissional mecânico especializado em manutenção e aprimoramento de sistemas de geração de energia elétrica.

## Mecânica de bordo
Mecânico de bordo é um profissional da marinha mercante que exerce funções relativas à manutenção preventiva e à reparação dos equipamentos mecânicos existentes a bordo de uma embarcação, bem como de outros equipamentos.
As funções de mecânico de bordo são bastante alargadas na área da manutenção. Assim, a bordo da embarcação, além da função de mecânico propriamente dita, exerce todas as funções relativas às profissões de torneiro, de serralheiro, de soldador e de canalizador.
Em Portugal, os mecânicos de bordo pertencem ao escalão da mestragem de máquinas.

## Mecânica de voo
Mecânico de voo é um profissional da aeronáutica, que faz parte da tripulação de certos aviões, encarregado da operação e monitorização de diversos sistemas da aeronave.

## Mecânico de manutenção de aeronaves
Mecânico de manutenção de aeronaves é um profissional responsável pela manutenção preventiva e reparação de aviões, de helicópteros e de outras aeronaves.

## Técnico mecânico
Técnico em mecânica é o profissional técnico especializado em Mecânica.

## Engenheiro mecânico
Engenheiro mecânico é o profissional de engenharia especializado em Mecânica.